# 越後水沢駅
越後水沢駅（えちごみずさわえき）は、新潟県十日町市馬場甲にある、東日本旅客鉄道（JR東日本）飯山線の駅である。

## 歴史
- 1929年（昭和4年）9月1日：開業[1][2]。
- 1944年（昭和19年）6月1日：国有化により[2]、運輸通信省（のちの日本国有鉄道）飯山線の駅となる。
- 1963年（昭和38年）2月1日：貨物の取り扱いを廃止[2]。
- 1964年（昭和39年）4月1日：業務委託駅となる[3]。
- 1970年（昭和45年）12月21日：荷物の扱いを廃止[2][4]。無人駅となる[5]。
- 1971年（昭和46年）5月17日：簡易委託駅となる[6]。
- 1987年（昭和62年）4月1日：国鉄分割民営化により、東日本旅客鉄道の駅となる[2]。
- 1998年（平成10年）：駅舎改築[1]。
- 2015年（平成27年）：大地の芸術祭 越後妻有アートトリエンナーレ開催に伴い、台湾の絵本作家幾米（ジミー・リャオ）の作品『忘記親一下（邦題：幸せのきっぷ Kiss & Goodbye）』を主題としたパブリックアート空間となる[7][8][9]。

## 駅構造
越後川口方面に向かって左側にある単式ホーム1面1線を有する地上駅である。かつては島式ホーム1面2線であったが、駅舎側の線路は撤去され、現在の状態になった。
十日町駅管理の無人駅となっている。駅舎は1998年（平成10年）に改築されたもので、待合室の機能のみを有し、トイレは設置されていない。

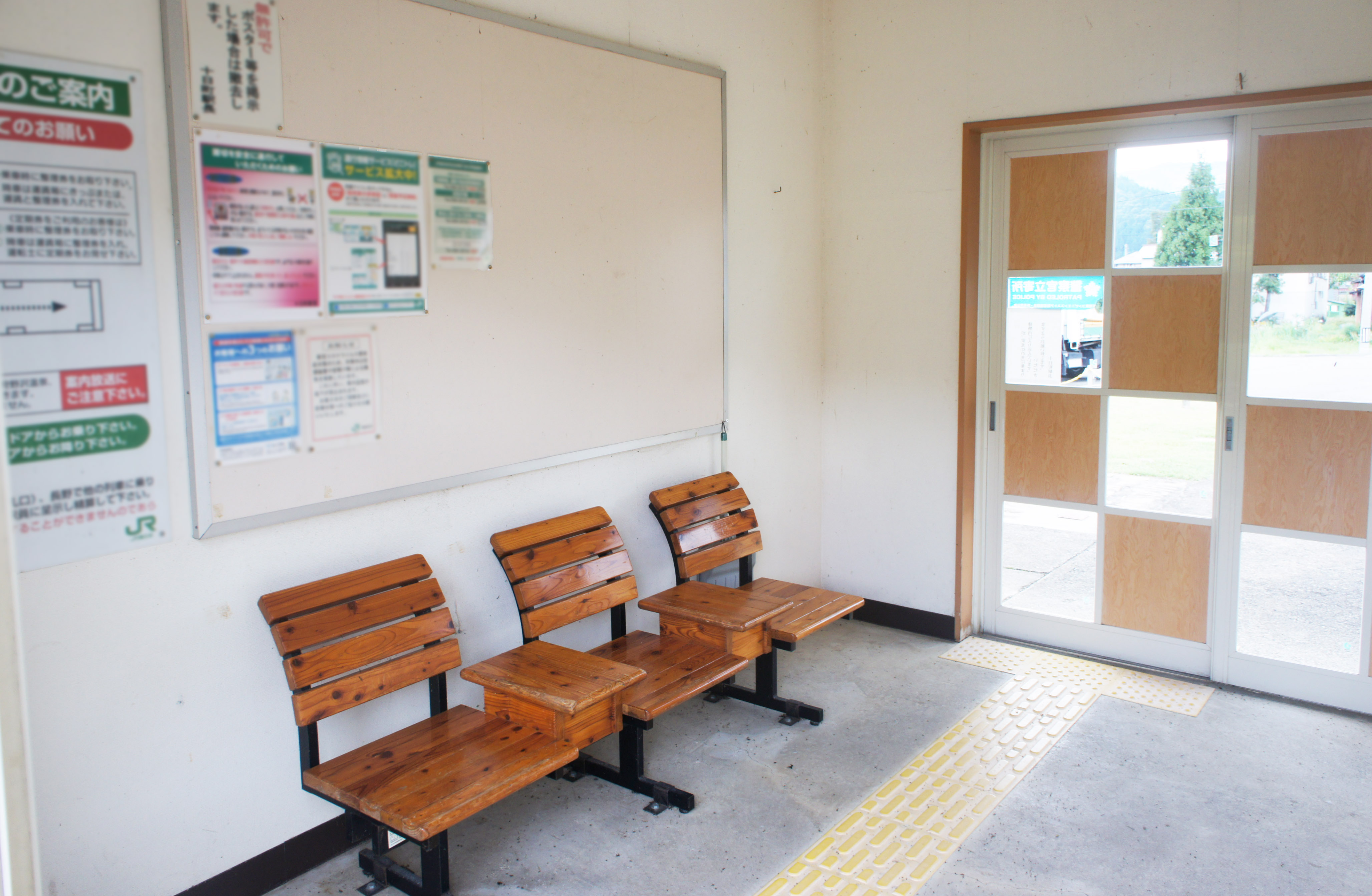
待合室（2021年9月）
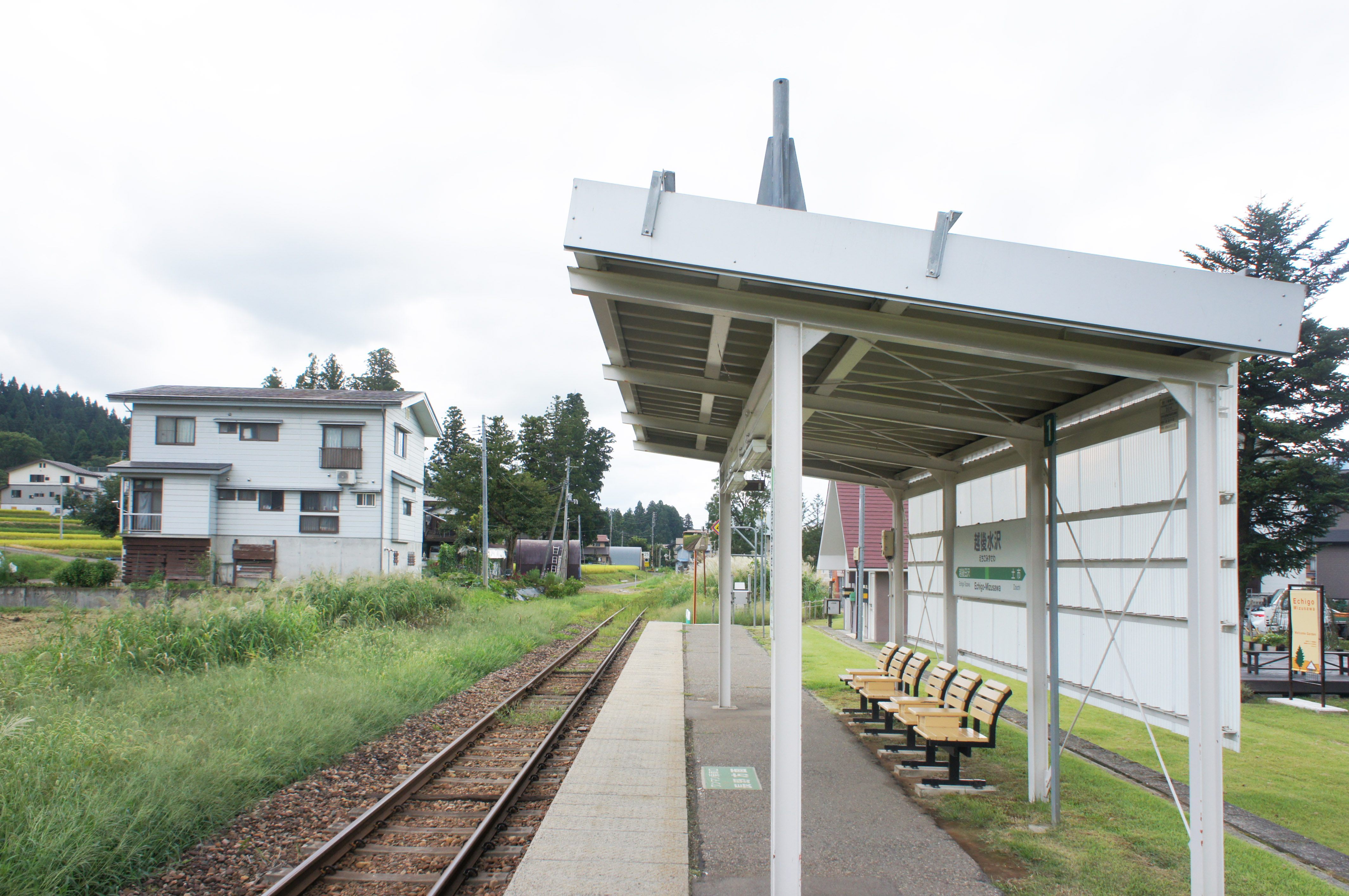
ホーム（2021年9月）

## 駅周辺
- 国道117号

## 隣の駅
東日本旅客鉄道（JR東日本）
■飯山線
越後田沢駅 - 越後水沢駅 - 土市駅